# 云岫寺
云岫寺为位于中国浙江省湖州市德清县三合乡华兴村云岫山（又名塔山、石井山）的一处佛教禅寺，距城区约5公里，始建于南宋淳熙八年（1181），因山而得名，同取山云出岫之意。
寺庙坐东朝西，依山势而建，西面青云峰，东倚玉屏峰，现存殿宇40余间，中轴线上依次为山门、大雄宝殿、观音殿（二层为藏经楼）和华严殿（1995年新建）。大雄宝殿为明代建筑，并保留了宋、元、明各代风格，面阔三间，歇山顶，举折平缓，柱子设有卷杀、侧脚和生起，斗栱采用斗口跳和假昂。